# Alkstormvogeltje
Het alkstormvogeltje (Pelecanoides urinatrix) is een kleine zeevogel uit de familie Procellariidae.

## Kenmerken
Het is een kleine wat mollige vogel die 20 tot 25 centimeter groot wordt. Bovenaan zijn ze zwart geveerd en onder aan de buik wit. De snavel is groot en zwart. De vleugels hebben dunne witte stroken. De poten zijn blauw. Deze vogels worden tot 6 jaar oud.

## Leefwijze
Het zijn slechte vliegers die voortdurend onder water achter hun prooien aan duiken. Om hun prooi te vangen in de zee, kunnen ze tot 60 meter diep duiken. Ze leven van kreeftachtigen en plankton dat ze vooral tijdens de nacht vangen.

## Voortplanting
Deze vogels bouwen hun nesten op hellingen met hier en daar wat begroeiing. Het nest wordt gemaakt in een zelf uitgegraven holletje in de grond. Het legsel bestaat uit een enkel ei, dat ongeveer 55 dagen wordt bebroed. Het jong blijft nog zeker 2 maanden in het nest, alvorens zelf voedsel te gaan zoeken.

## Verspreiding en leefgebied
De soort broedt op subtropische en subantarctische eilanden in de Atlantische Oceaan, de Indische Oceaan en het zuidwestelijke deel van de Grote Oceaan. Er worden zes ondersoorten onderscheiden:
- P. u. dacunhae: Tristan da Cunha en Gough.
- P. u. berard: Falklandeilanden.
- P. u. urinatrix: Tasmanië, zuidoostelijk Australië en noordelijk Nieuw-Zeeland.
- P. u. chathamensis: Chathameilanden, Snareseilanden en Stewarteiland.
- P. u. exsul: Zuid-Georgia en de Zuidelijke Sandwicheilanden, Antipodeneilanden en Aucklandeilanden.
- P. u. coppingeri: zuidelijk Chili.

## Status
De grootte van de populatie is in 2004 geschat op meer dan 16 miljoen vogels. Op de Rode lijst van de IUCN heeft deze soort de status niet bedreigd.

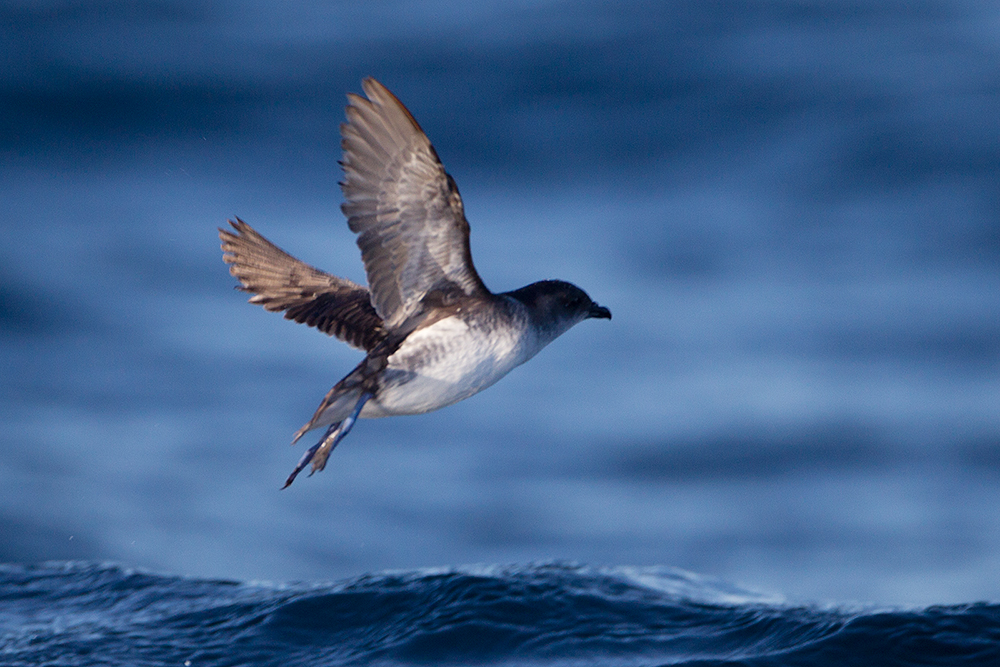